# Orobophana baldwini
Orobophana baldwini är en snäckart som beskrevs av César Marie Félix Ancey 1904. Orobophana baldwini ingår i släktet Orobophana och familjen Helicinidae.

## Underarter
Arten delas in i följande underarter:
- O. b. baldwini
- O. b. lihueensis